# Primera División Uruguaya 1941
Il campionato era composto da undici squadre e il Nacional vinse il titolo.

## Classifica finale
| Pos. | Squadra              | G  | V  | N | P  | GF | GS | Punti |
| ---- | -------------------- | -- | -- | - | -- | -- | -- | ----- |
| 1    | Nacional             | 20 | 20 | 0 | 0  | 79 | 22 | 40    |
| 2    | Peñarol              | 20 | 15 | 1 | 4  | 60 | 31 | 31    |
| 3    | Rampla Juniors       | 20 | 8  | 6 | 6  | 37 | 33 | 22    |
| 4    | Central              | 20 | 7  | 5 | 8  | 29 | 38 | 19    |
| 5    | Sud América          | 20 | 7  | 5 | 8  | 32 | 40 | 19    |
| 6    | Racing Montevideo    | 20 | 6  | 6 | 8  | 38 | 46 | 18    |
| 7    | River Plate          | 20 | 7  | 3 | 10 | 35 | 41 | 17    |
| 8    | Liverpool            | 20 | 6  | 5 | 9  | 26 | 42 | 17    |
| 9    | Montevideo Wanderers | 20 | 5  | 4 | 11 | 37 | 37 | 14    |
| 10   | Defensor             | 20 | 4  | 6 | 10 | 25 | 44 | 14    |
| 11   | Bella Vista          | 20 | 3  | 3 | 14 | 21 | 45 | 9     |

G = Partite giocate; V = Vittorie; N = Nulle/Pareggi; P = Perse; GF = Goal fatti; GS = Goal subiti; 

## Classifica marcatori
| Gol |  |  | Giocatore     | Squadra  |
| --- |  |  | ------------- | -------- |
| 23  |  |  | Atilio García | Nacional |